# Blackout (canción de Scorpions)
«Blackout» es una canción de la banda alemana de hard rock y heavy metal Scorpions, incluida como la primera pista del álbum homónimo de 1982. Escrita por Klaus Meine, Rudolf Schenker, Herman Rarebell y Sonja Kittelsen, la letra hace referencia a la pérdida de memoria por el alto nivel de alcohol en la sangre, término en inglés conocido precisamente como blackout. De hecho, está inspirada en una historia que le ocurrió a Schenker mientras estaban de gira en los Estados Unidos, en el marco del Animal Magnetism Tour (1980). 
Considerada una canción de heavy metal, recibió reseñas positivas por parte de la prensa especializada, pues la nombró como una de las destacadas del álbum. Además, tanto el riff de guitarra como la voz de Meine fueron muy bien evaluadas. Como la banda generalmente la interpreta en vivo, ha figurado en varios de los álbumes en vivo, ya sea de audio o en video, como World Wide Live (1985), To Russia with Love and Other Savage Amusements (1988) y Live 2011: Get Your Sting and Blackout (2011). Además, Scorpions la regrabó con la tecnología de la época en el recopilatorio Comeblack (2011) y la arregló en formato acústico para el MTV Unplugged - Live in Athens (2013). Por su parte, con el paso de los años varios artistas la han versionado para sus respectivas producciones. 

## Antecedentes
En febrero de 1981 Scorpions se estableció en una casa de la Villa San Pecaire de Saint Jacques en Grasse (Francia), con el objetivo de registrar un nuevo álbum en un recinto que no fuese el típico estudio de grabación. Mientras estaba en ese país, Klaus Meine comenzó a tener problemas con su voz; al principio le dificultaba mantener los tonos altos, pero la situación se agravó con el paso de los días hasta el punto que ya no podía hablar. De regreso en Alemania, inició un tratamiento y luego tuvo una operación, sin embargo, en mayo le encontraron nódulos en sus cuerdas vocales. A pesar de que pensó en renunciar, gracias al apoyo de su familia y de sus compañeros de banda, viajó a Austria para tratarse con un médico experto en cantantes. Después de una segunda operación y seis meses de reentrenamiento, Meine salió airoso del problema. Todo este proceso, desde que presentó los primeros síntomas hasta recuperarse, duró alrededor de nueve meses.

## Composición y grabación

«Blackout» está compuesta en la tonalidad de mi menor

La idea detrás de la letra provino de un hecho que le ocurrió a Rudolf Schenker en Cleveland (Estados Unidos), mientras estaban de gira junto con Judas Priest y Def Leppard en el marco del Animal Magnetism Tour (1980). De acuerdo con el guitarrista, junto con K.K. Downing y Glenn Tipton estaban bebiendo unos tragos y se les ocurrió hacer un cóctel de cerveza, whisky y vino. Estando ebrios, regresaron al hotel y entraron a la habitación de los miembros de Def Leppard, quienes estaban viendo la televisión. Así que Schenker cogió su vaso y arrojó su contenido al televisor haciéndolo fallar. Luego de que la situación se calmó, pues Schenker comentó que los músicos de Def Leppard se asustaron, los invitó a que se les uniera y continuaron la fiesta hasta la madrugada junto con más personas, entre ellas parte del personal de la gira y su esposa de aquel entonces, Margaret. Al día siguiente, sin recordar lo que había pasado, Herman Rarebell le comentó que había tenido un blackout —término en inglés para referirse a la pérdida de memoria por el alto nivel de alcohol—, a lo que Schenker les respondió «que buen título para un álbum». De acuerdo con Rarebell, la historia difiere un poco, ya que según él la situación aconteció en Dubuque (Iowa) y el televisor que se echó a perder era el del propio guitarrista. Inclusive, indicó que la noche fue más loca de que lo recuerda Schenker, pues casi lo arrestan en un supermercado por su estado de embriaguez.
Durante la grabación del álbum, que se  paralizó a finales de marzo por el problema de Meine, los músicos se acordaron de esta anécdota y compusieron la canción basándose en ella. Schenker recibió créditos por componer la música, mientras que Meine, Rarebell y la novia de este último, Sonja Kittelsen —quien ayudó al baterista en su creación— lo obtuvieron por escribir la letra. De acuerdo con la partitura publicada en Musicnotes por Alfred Publishing Co. Inc, el tema está compuesto en la tonalidad de mi menor, y presenta «versos suaves y melódicos», además de «riffs feroces y contundentes». Considerada una canción de heavy metal, al igual que las demás del álbum Blackout, tanto la grabación como la mezcla se llevaron a cabo entre noviembre de 1981 y enero de 1982 en los estudios Dierks de Colonia (Alemania), propiedad del productor discográfico Dieter Dierks, mientras que la masterización la realizaron en Masterdisk en Nueva York.

## Comentarios de la crítica

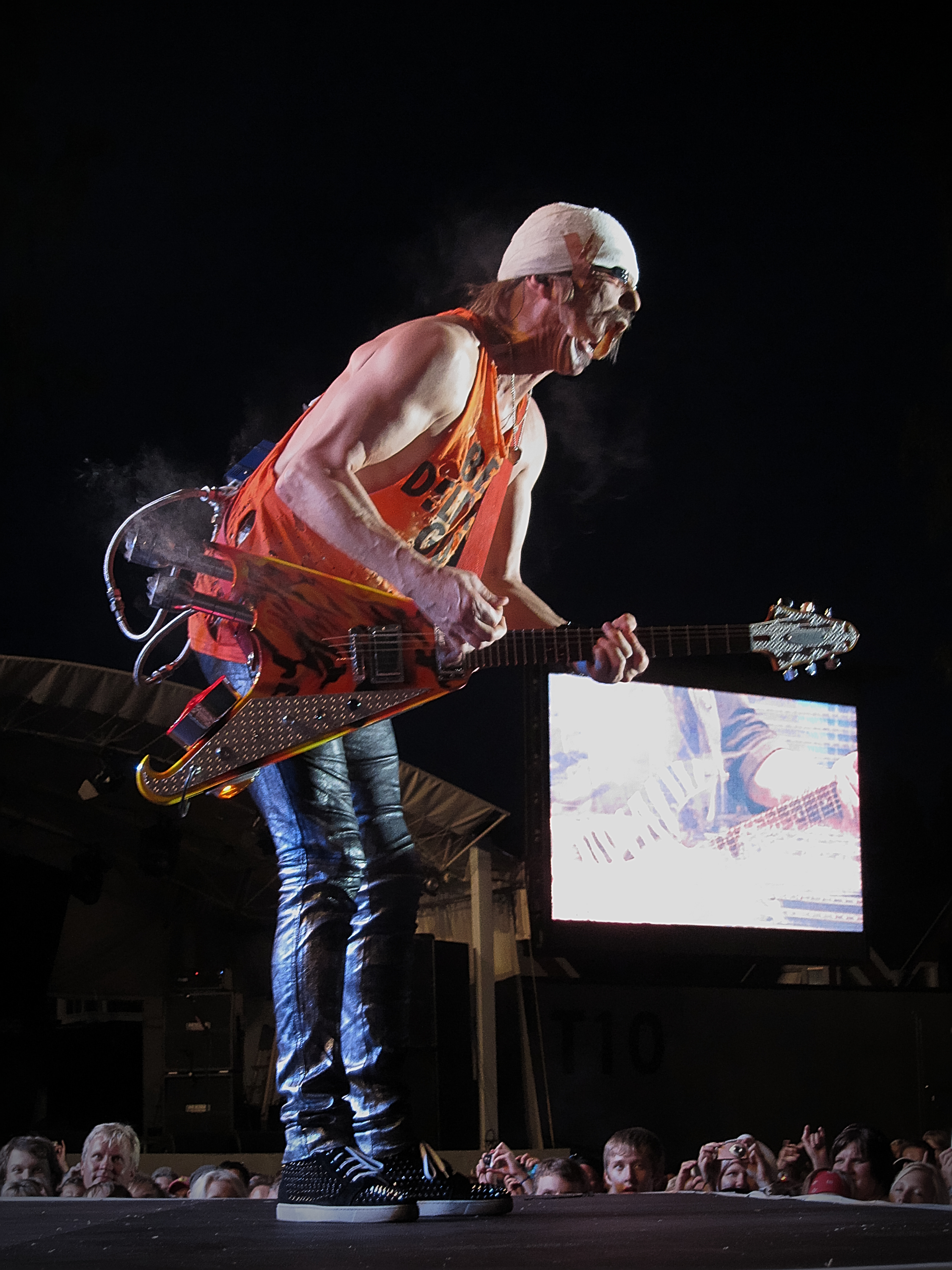
Siempre que interpretan la canción en vivo, Rudolf Schenker usa una máscara con el personaje de la portada del álbum, junto con una guitarra con un tubo que expulsa humo

«Blackout» ha recibido reseñas favorables por parte de la prensa especializada. La revista Billboard la nombró una de las mejores canciones del álbum, mientras que la británica Record Business la destacó por ser «un clásico en su género gracias principalmente a la increíblemente poderosa voz de Klaus Meine». Andreas Himmelstein de la revista alemana Rock Hard la posicionó como una de las más enérgicas del disco junto con «Now!» y «Dynamite». Avinash Mittur del sitio web Metal Assault consideró al riff inicial como «atemporal» y ha «provocado miles de ovaciones en casi todos los conciertos de Scorpions desde el lanzamiento del álbum». Malcolm Dome de Classic Rock nombró al «riff staccato inmediatamente reconocible», mientras que Fraser Lewry, de la misma publicación, consideró la canción como «estruendosa». La revista digital Loudwire la llamó un punto culminante del álbum junto con «No One Like You» y «Dynamite», gracias a su «velocidad vertiginosa». Rolling Stone estimó que, junto con «Can't Live Without You» y «You Give Me All I Need», era «tan directa y sencilla como increíblemente pegadiza». El crítico canadiense Martin Popoff la llamó la «pieza central» del álbum, mientras que en su libro Los 500 álbumes de heavy metal de todos los tiempos —en donde situó al disco en el puesto 78—, comentó que una de las cosas que hacía ganadora a la producción homónima era la «dulce ciencia de las seis cuerdas de "Blackout"».

## Versiones

### Regrabaciones hechas por Scorpions
Como es una de las canciones que ha figurado constantemente en los conciertos de la banda, algunas de sus presentaciones se han grabado para ciertas producciones en vivo, como en los discos compacto World Wide Live (1985) y Live 2011: Get Your Sting and Blackout (2011), y videos de larga duración como To Russia with Love and Other Savage Amusements (1988),  Crazy World Tour Live...Berlín 1991 (1991) y Live At Wacken Open Air 2006 (2008). En 2011 la banda la regrabó con la tecnología de la época para el recopilatorio Comeblack. Sobre esta versión, Martin Popoff señaló que la «banda parece que reacciona al estilo» del baterista James Kottak, pues desde un punto de vista de la batería, «es más garagera y densa». En 2013 la arregló en formato acústico para el álbum MTV Unplugged - Live in Athens (2013); de hecho, los músicos señalaron que era una de las canciones de esa producción que nunca antes habían considerado tratarla con guitarras acústicas. Los cambios realizados en la introducción, como la sustitución del característico riff por uno improvisado o la inclusión de rasgueos de una sección de cuerdas, resultó difícil reconocerla al principio, por lo que Meine bromeó con el público sobre si era capaz de descubrir qué canción era.

### Versiones realizadas por otros artistas
Con el paso de los años, «Blackout» ha sido versionada por otros artistas para distintas producciones. En 1998, la banda de power metal Stratovarius la grabó para Destiny, pero salió como pista adicional solo en el mercado estadounidense. Dos años más tarde esa misma versión apareció en el álbum tributo, A Tribute to the Scorpions. En el 2000, Six Feet Under la registró para su propio álbum de versiones, Graveyards Classic, mientras que al año siguiente Mystic Force hizo lo mismo para Another Piece of Meat - Tribute to Scorpions. También en 2001, Halford la versionó en vivo con la participación especial de Rudolf Schenker, la cual apareció como pista adicional en la edición japonesa del álbum en directo, Live Insurrection. El exguitarrista de Dokken, George Lynch, junto con el vocalista de Tuff, Stevie Rachelle, la versionaron para el disco Scorpion Tales de 2007. Por su parte, Stryper la grabó para The Covering (2011) y Resistance para Metal Machine (2017).

## Créditos
| - Klaus Meine: voz - Matthias Jabs: guitarra líder - Rudolf Schenker: guitarra rítmica - Francis Buchholz: bajo - Herman Rarebell: batería | - Dieter Dierks: producción - Gerd Rautenbach: ingeniería de sonido y mezcla - Bob Ludwig y Howie Weinberg: masterización |

Fuente: Contraportada del álbum Blackout